# Halterofília als Jocs Olímpics d'estiu de 1984
Als Jocs Olímpics d'Estiu de 1984 celebrats a la ciutat de Los Angeles (Estats Units d'Amèrica) es disputaren deu proves d'halterofília, totes elles en categoria masculina. Les proves es realitzaren el dia 29 de juliol de 1984 al Gersten Pavilion de la Loyola Marymount University.
Participeren un total de 186 halters de 48 comitès nacionals diferents.

## Resum de medalles
| Prova     | Or                     | Argent         | Bronze             |
| – 52 kg   | Zeng Guoqiang          | Zhou Peishun   | Kazushito Manabe   |
| – 56 kg   | Wu Shude               | Lai Runming    | Masahiro Kotaka    |
| – 60 kg   | Chen Weiqiang          | Gelu Radu      | Tsai Wen-Yee       |
| – 67.5 kg | Yao Jingyuan           | Andrei Socaci  | Jouni Grönman      |
| – 75 kg   | Karl-Heinz Radschinsky | Jacques Demers | Dragomir Cioroslan |
| – 82.5 kg | Petre Becheru          | Robert Kabbas  | Ryoji Isaoka       |
| – 90 kg   | Nicu Vlad              | Dumitru Petre  | David Mercer       |
| – 100 kg  | Rolf Milser            | Vasile Groapa  | Pekka Niemi        |
| – 110 kg  | Norberto Oberburger    | Stefan Tasnadi | Guy Carlton        |
| + 110 kg  | Dean Lukin             | Mario Martinez | Manfred Nerlinger  |

## Medaller
| Posició | País                 | Or | Argent | Bronze | Total |
| 1       | R.P. de la Xina      | 4  | 2      | 0      | 6     |
| 2       | Romania              | 2  | 5      | 1      | 8     |
| 3       | RFA                  | 2  | 0      | 1      | 3     |
| 4       | Austràlia            | 1  | 1      | 0      | 2     |
| 5       | Itàlia               | 1  | 0      | 0      | 1     |
| 6       | Estats Units         | 0  | 1      | 1      | 2     |
| 7       | Canadà               | 0  | 1      | 0      | 1     |
| 8       | Japó                 | 0  | 0      | 3      | 3     |
| 9       | Finlàndia            | 0  | 0      | 2      | 2     |
| 10      | Regne Unit           | 0  | 0      | 1      | 1     |
| 10      | República de la Xina | 0  | 0      | 1      | 1     |